# Politisk hiphop
Politisk hiphop är en subgenre till hiphopmusik som utvecklades under 1980-talet som ett sätt att vända rapmusik till en form av social aktivism. Politisk hiphop beskrivs ofta som motsatset till gangstarap. Exempel på en Svensk politisk hiphop låt är protestsången mot vapenvåldet, Lägg ner ditt vapen.

## Svensk politisk hiphop

### Svenska politiska hiphop-artister
- Ison & Fille
- Jimmie T Saint
- Kapten Röd
- Leslie Tay[1]
- Looptroop Rockers
- Madodds
- Partiet